# Colonia Gustavo Baz Prada
Colonia Gustavo Baz Prada är ett område i Nezahualcóyotl i delstaten Mexiko i Mexiko, norr om stadsgränsen till Ciudad Nezahualcóyotl. 
Området innefattar sjukhuset Hospital General Dr. Gustavo Baz Prada och fängelset Bordo Neza, som har fler än 4 000 fångplatser. Området är även en folkräkningsenhet och hade 4 420 invånare vid folkräkningen 2020, de flesta kan antagas vara fängelseinterner. 2020 uppmärksammades fängelset i nyheterna efter ett stort utbrott av covid-19.